# Görögszállás vasútállomás
Görögszállás vasútállomás egy Szabolcs-Szatmár-Bereg vármegyei vasútállomás, Nyírtelek településen, a MÁV üzemeltetésében. Nyírtelek központjától jó 8 kilométerre nyugatra, a névadó településrésztől mintegy 2,5 kilométerre északra helyezkedik el, a 3635-ös út vasúti keresztezésének nyugati oldalán, közúti elérését az előbbi útból kiágazó 36 318-as számú mellékút teszi lehetővé.

## Vasútvonalak
Az állomást az alábbi vasútvonalak érintik:
- Mezőzombor–Nyíregyháza-vasútvonal
- Ohat-Pusztakócs–Görögszállás-vasútvonal

## Kapcsolódó állomások
A vasútállomáshoz az alábbi állomások vannak a legközelebb:
- Virányos megállóhely (Mezőzombor–Nyíregyháza-vasútvonal)
- Nyírtelek vasútállomás (Mezőzombor–Nyíregyháza-vasútvonal)
- Bashalom megállóhely (Ohat-Pusztakócs–Görögszállás-vasútvonal)

## Forgalom
| Járat        | Útvonal | Gyakoriság   |
| ------------ | --- | ------------ |
| személyvonat | Miskolc-Tiszai – Felsőzsolca – Hernádnémeti-Bőcs – Tiszalúc – Taktaharkány – Taktaszada – Szerencs – Mezőzombor – Tarcal – Tokaj – Rakamaz – Virányos – Görögszállás – Nyírtelek – Füzesbokor – Nyíregyháza | 1-2 óránként |
| személyvonat | Szerencs – Mezőzombor – Tarcal – Tokaj – Rakamaz – Virányos – Görögszállás – Nyírtelek – Füzesbokor – Nyíregyháza                                                                                           | 2 óránként   |
| személyvonat | Tiszalök – Hajnalos – Kisfástanya – Tiszaeszlár – Bashalom – Görögszállás – Nyírtelek – Nyíregyháza | Napi 1 pár   |
| személyvonat | Tiszalök – Hajnalos – Kisfástanya – Tiszaeszlár – Bashalom – Görögszállás | 1-2 óránként |